# 笠石神社 (大田原市)
笠石神社（かさいしじんじゃ）は、栃木県大田原市の神社。

## 歴史
1692年（元禄5年）に創建された。
1676年（延宝4年）、僧侶の円順により那須国造碑が発見された。1683年（天和3年）、水戸藩第2代藩主徳川光圀が当地を訪れ、この碑の存在を知った。光圀は碑の重要性を認識し覆堂を建てて保護しようとした。ただ碑の所在地は当時水戸藩領ではなかった。そのため関係当局と折衝を続け、1687年（貞享4年）にようやく覆堂を建てて整備した。これが当社の起源であり、神体は那須国造碑そのものである。
近くには上侍塚古墳と下侍塚古墳があることから、光圀は両古墳の被葬者を碑文にある「那須直韋提」「意斯麻呂」父子と推測、日本初の学術的発掘調査が行われた。責任者は佐々宗淳である。発掘前に「被葬者の眠りを妨げることを謝する」意味で丁重な儀式を執り行い、出土品は全て図面に記録・作成後、元通りに埋め戻し、松を植えて墳墓の崩壊を防ぐなど、当時としては最大限の配慮がなされている。

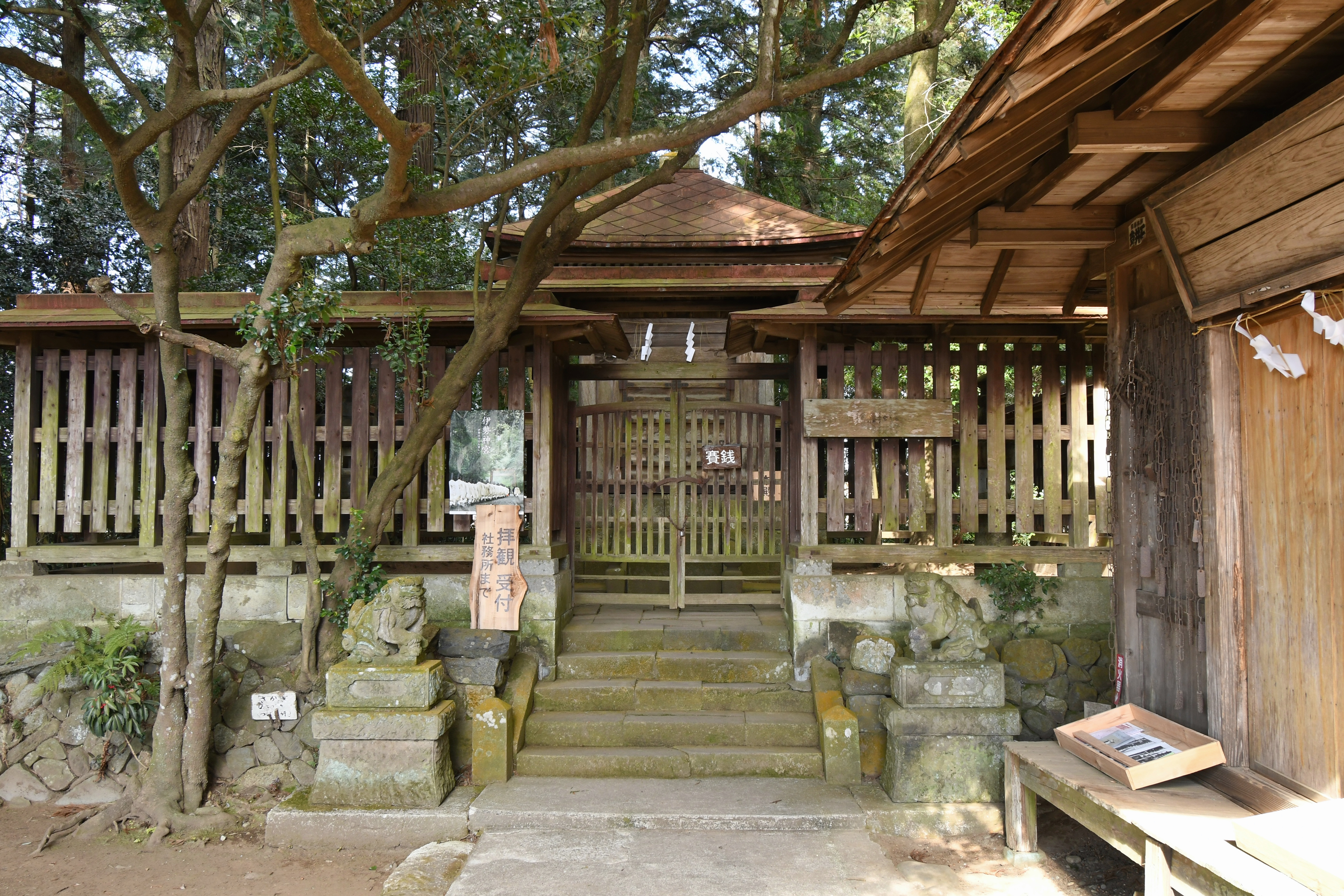
笠石神社本殿
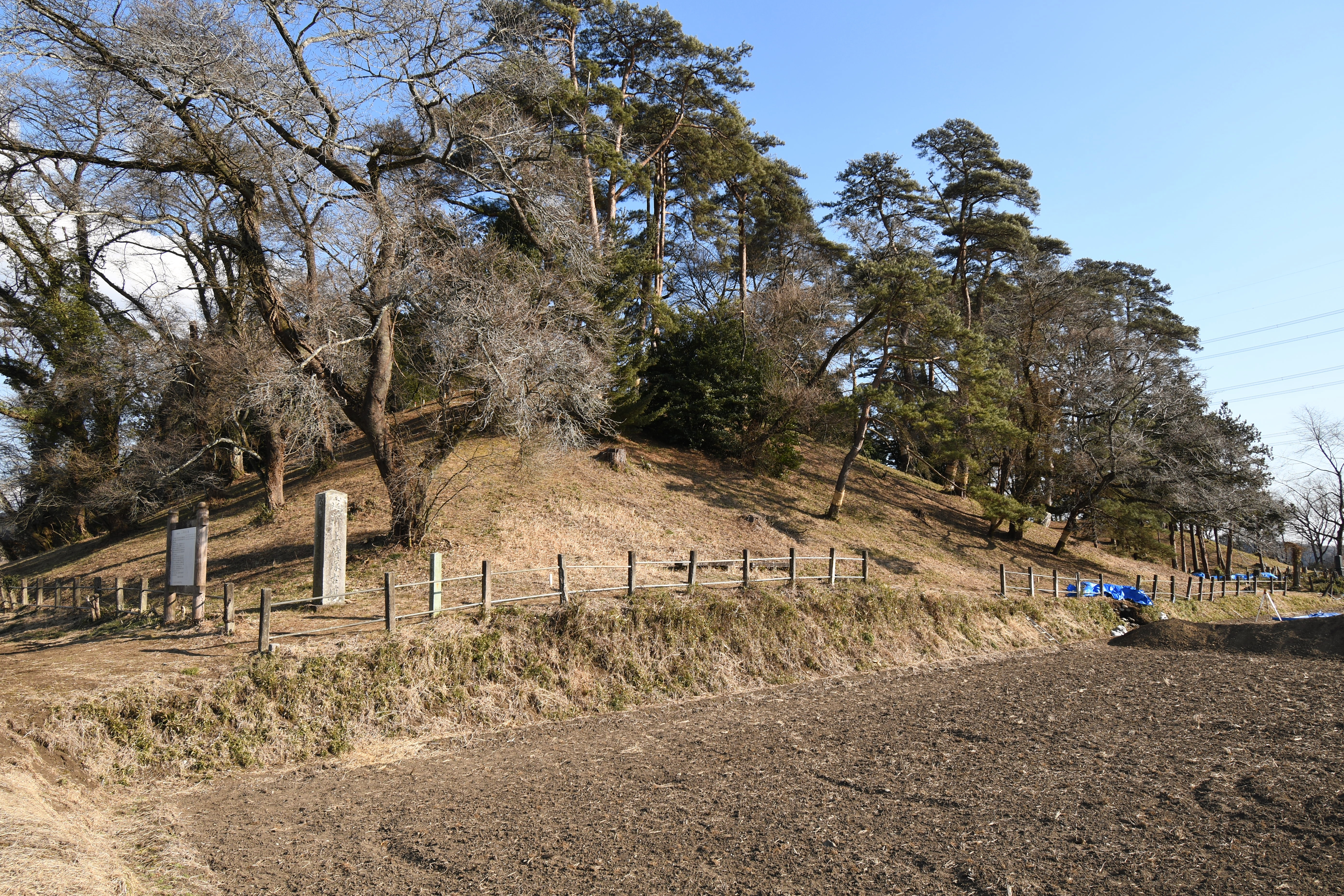
上侍塚古墳
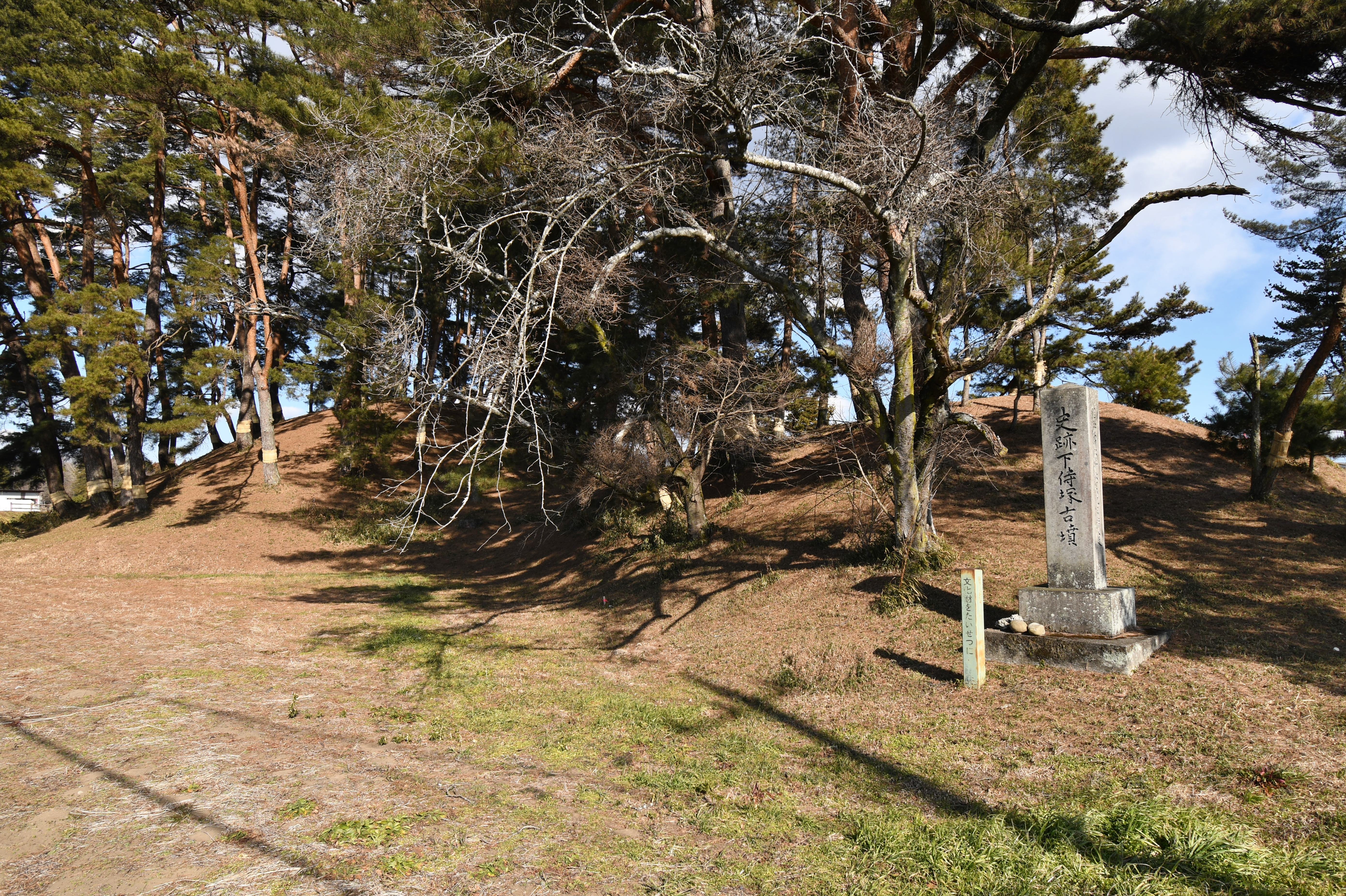
下侍塚古墳

## 文化財
- 那須国造碑（国宝 昭和27年11月22日指定）[3]

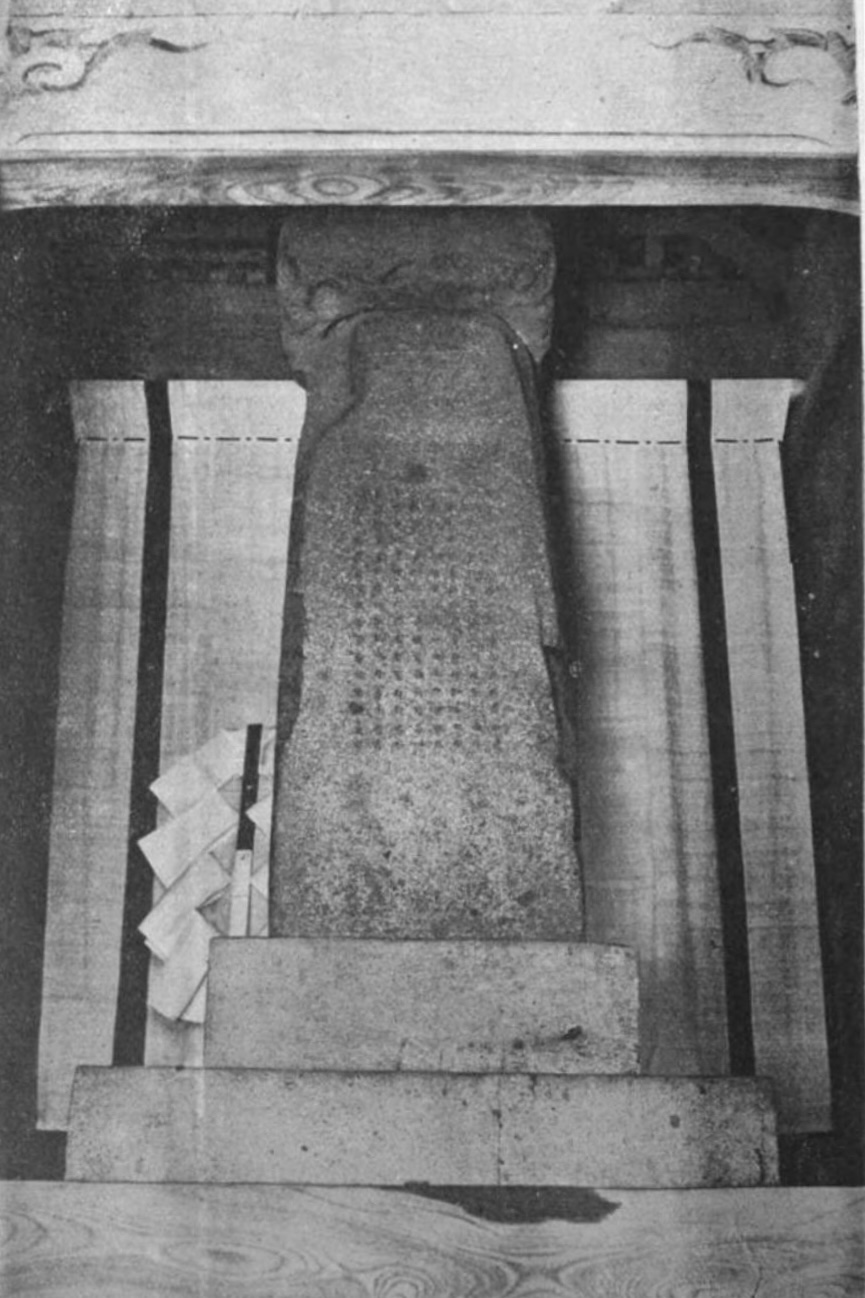
那須国造碑

## 交通アクセス
- 矢板ICより車28分。